# Thomas Johnson (Radsportler)
Horace Thomas „Tiny“ Johnson (* 30. Dezember 1886 in Fulham; † 12. August 1966 in Bromley) war ein englischer Radrennfahrer.
Horace Thomas Johnson war vor und nach dem Ersten Weltkrieg ein erfolgreicher Bahnradsportler. Zweimal nahm er an Olympischen Spielen teil, 1908 in London sowie 1920 in Antwerpen, und gewann drei Silbermedaillen: In London belegte er im Tandemrennen den zweiten Platz gemeinsam mit Frederick Hamlin und zwölf Jahre später, in Antwerpen, belegte er den zweiten Platz im Sprint sowie in der Mannschaftsverfolgung. 1913 und 1920 gewann er den traditionsreichen Muratti Gold Cup auf der Radrennbahn von Manchester.
1922 wurde Johnson Weltmeister im Sprint der Amateure, vor seinem langjährigen Konkurrenten, dem Belgier Maurice Peeters, nachdem er bei der Bahn-WM 1920 sowie bei den Olympischen Spielen im selben Jahr hinter diesem jeweils den zweiten Platz belegt hatte.